# Apák az Igazságért
Az Apák az Igazságért egy Magyarországon bejegyzett társadalmi szervezet, amely a gyermekükkel való zavartalan kapcsolattartásért küzdő szülők és nagyszülők érdekeit képviseli. 

## Alapítása
Néhány, gyermekével való zavartalan kapcsolattartásáért a tétlen vagy éppen pártosan eljáró hatóságokkal és szülőtársával szembe került apa észlelte problémáik széles körben fennálló analógiáját és figyelt fel eközben a nemzetközi tevékenységekre is.
2014. elején végül zárt facebook-csoport formájában kezdett szervezett tevékenységbe az a folyamatos növekedést mutató közösség, amely ma már Apák az Igazságért név alatt, bejegyzett társadalmi szervezet formájában működik, mindenekelőtt a gyermekeket veszélyeztető családon belüli, közigazgatási, illetve gyermekvédelmi rendszerben fennálló működési zavarok elhárítása érdekében. A Magyarország minden vidékét képviselő több száz hasonló sorsú szülő ebben az önsegélyező közösségben megértést, jogi tájékoztatást, tapasztalatcserét, érdemi információt és segítséget nyújt és kap az Apák az Igazságért Egyesület fórumain.

## Célok
- A szülők egyenjogúságának érvényesítése.
- Az apák és anyák társadalmi egyenjogúságának, illetve az e területen uralkodó téves sztereotípiák lebontása.
- A szervezet által kevésbé hatékony, elavultnak tekintett jogi környezet megváltoztatása.
- A szülői elidegenítés magyarországi elismertetése.

A legfontosabb kérdésben az új Polgári Törvénykönyv az Európa Tanács javaslatának ellenére sem vezette be a mindössze két európai országon kívül (Magyarország és Lengyelország) ma már Unió szerte általánossá váló rendszert, a válásokat követően a gyermekek váltott elhelyezésének gyakorlatát. Ezzel egyelőre helyén hagyta a zsarolási potenciált biztosító, elsősorban a gyermekeket és édesapákat sújtó, kéthetente hétvégén egy-két nap láthatás rendszerét. Ez a gyakorlat egy olyan bosszúlehetőséget vagy károkozási eszközt hagy a felek kezében, amely bár legtöbb esetben a férfi ellen irányul, annak legnagyobb kárvallottja egyértelműen a válást elszenvedő és kiszolgáltatott gyermek. 
A gyermekeknek és a különélő szülőknek Magyarország Alaptörvényében – és korábbi Alkotmányában is – deklarált alapjoguk a zavartalan kapcsolattartáshoz való jog, emellett a szakmai berkekben is terjedő álláspont szerint a kapcsolattartás akadályozása gyermekbántalmazás. A deklarált érdekek és jogok érvényesítésének érdekében több állami szervhez (Ombudsman, Igazságügyi Minisztérium, Emberi Erőforrások Minisztériuma, Kúria) fordult az egyesület.
A más országokban bevezetett váltott (azaz osztott) elhelyezési, azaz szülői felügyeleti gyakorlat egyértelmű pozitív következménye lett, hogy a válások száma 40%-kal csökkent,[forrás?] következésképpen ennyivel több gyerek maradt a nevelkedése számára alapvetően fontos mindkét szülő környezetében. Eszerint a jövő nemzedék erkölcsi, testi, szellemi, értelmi, mentálhigiénés egészséges fejlődése leghatékonyabban úgy biztosítható, ha mindkét szülőjétől lehetőleg ugyanolyan mértékben részesül a gyermek szeretetből, nevelésből és gondoskodásból, melyet a gyermekek kiemelkedően igényelnek is. A kapcsolattartás akadályozása (Büntető Törvénykönyv 210. §) emellett a világ számos országában közvádas eljárásban üldözendő bűncselekmény.
Jelenleg az egyetlen olyan magyarországi tagja a nemzetközi mozgalomnak, amely a hozzá forduló szülőknek és nagyszülőknek naprakész, érdemi segítséget ad és ugyancsak nincs másik olyan civil szervezet, amely a váltott elhelyezés bevezetéséért tényleges lépéseket tesz.
Az Apák az Igazságért Egyesület további célja, hogy Magyarországon is ismerjék el és kellő komolysággal vegyék figyelembe a gyermekeket érintő szülői elidegenítés jelenségét, mind a szülő-gyermek kapcsolattartásának gyakorlatában, mind pedig a gyermekek mindkét szülőhöz való jogának érvényesítésében és nem utolsósorban érzelmi, lelki egészségük megóvásában.

## Nyilvános tevékenység
- Aktív nemzetközi kapcsolatrendszeren[2] keresztül elért, a különélő szülői kapcsolattartással és gyermekneveléssel összefüggő hivatalos dokumentumok szakszerű fordítása, az illetékes hazai állami vezetőkhöz való eljuttatása.
- A szülői elidegenítés és ellennevelés témájában fellelhető tanulmányok,  filmek fordítása és publikálása.
- Vizsgálatok, eljárások kezdeményezése az adott területen elégtelenül működő gyámhivatal, családsegítő szolgálat felügyeleti szerveinél.
- Aktív és közvetlen közreműködés, személyes képviselet a kapcsolatkorlátozott különélő szülők, nagyszülők részére a hatóságok és a gyermekvédelmi intézmények előtt.
- Találkozók megtartása minden hónapban, közvetlen tapasztalat, tájékoztatás és információ csere érdekében.